# کاهان (بلوچستان)
کاهان (به انگلیسی: Kahan) یک منطقهٔ مسکونی در پاکستان است که در ناحیه کوهلو واقع شده‌است. کاهان ۷۳٬۹۸۱ نفر جمعیت دارد.